# Средняя околоземная орбита
Средняя околоземная орбита — область космического пространства вокруг Земли, расположенная над низкой околоземной орбитой (от 160 до 2000 км над уровнем моря) и под геосинхронной орбитой (35 786 км над уровнем моря).
На средней околоземной орбите находятся искусственные спутники, используемые в основном для навигации, связи, исследования Земли и космоса. Наиболее распространенная высота составляет примерно 20 200 километров при орбитальном периоде 12 часов. На данной высоте расположены спутники GPS. Также на средней околоземной орбите расположены спутники ГЛОНАСС (высотой 19 100 километров), Галилео (высота 23 222 километра), O3b (высота 8 063 км).
Орбитальные периоды спутников на средней околоземной орбите колеблются от 2 до 24 часов.